# Enkhtaivany Chimeddolgor
Enkhtaivany Chimeddolgor (født 29. januar 1993) er en mongolsk basketballspiller som deltog i de olympiske lege 2020.